# Sebastian (navn)
| Drenge- | Drenge-   | Pige- | Pige-    | Efter- | Efter-      |
| ------- | --------- | ----- | -------- | ------ | ----------- |
| 1       | Peter     | 1     | Anne     | 1      | Nielsen     |
| 2       | Michael   | 2     | Mette    | 2      | Jensen      |
| 3       | Lars      | 3     | Kirsten  | 3      | Hansen      |
| 4       | Jens      | 4     | Hanne    | 4      | Andersen    |
| 5       | Thomas    | 5     | Anna     | 5      | Pedersen    |
| 6       | Henrik    | 6     | Helle    | 6      | Christensen |
| 7       | Søren     | 7     | Maria    | 7      | Larsen      |
| 8       | Christian | 8     | Susanne  | 8      | Sørensen    |
| 9       | Martin    | 9     | Lene     | 9      | Rasmussen   |
| 10      | Jan       | 10    | Marianne | 10     | Jørgensen   |

 For alternative betydninger, se Sebastian. (Se også artikler, som begynder med Sebastian)
Sebastian er et drengenavn, der stammer fra græsk og betyder "ærværdig". I Danmark var der i 2001 6.080 personer, der bar navnet som fornavn, og 19, der bar navnet som efternavn, ifølge Danmarks Statistik.
Navnet Bastian er afledt af Sebastian. Begge navne anvendes også undertiden som efternavn. Navnet kan have andre stavemåder på andre sprog.
I litteraturen er navnet Sebastian nogle gange knyttet til mænd med tvetydig seksualitet, for eksempel i Evelyn Waughs roman Brideshead Revisited, i Tennessee Williams' skuespil Suddenly Last Summer, og "Sebastian Melmoth" var Oscar Wildes dæknavn da han drog i eksil. 

## Kendte personer med navnet

### Fornavn
- Sebastian, katolsk helgen.
- Sebastian (Knud Christensen), dansk musiker og komponist.
- Johann Sebastian Bach, tysk komponist.
- Sebastian Coe, engelsk mellemdistanceløber.
- Sebastian Dorset, dansk stand-up komiker.
- Sébastien Loeb, fransk rallykører.
- Bastian Schweinsteiger, tysk fodboldspiller.
- Sebastian Seifert, svensk håndboldspiller.
- Sebastian Svärd, dansk fodboldspiller.
- Sebastian Klein, dansk radio- og tv-vært.
- Sebastian Vettel, tysk racerkører og flere gange formel 1-verdensmester.

### Efternavn
- Gert Bastian, dansk sanger og skuespiller.
- Peter Bastian, dansk musiker og forfatter.
- John B. Sebastian, amerikansk musiker.

## Navnet anvendt i fiktion
- I Shakespeares Twelfth Night er Sebastian tvillingbroder til Viola og elskes af skipperen Antonio.
- Den store Bastian er en børnebog skrevet og tegnet af tyskeren Heinrich Hoffmann i 1844.
- I Thorbjørn Egners børnebog Folk og røvere i Kardemomme by optræder politimester Bastian.
- I Henrik Ibsens skuespil De unges forbund hedder en af personerne Bastian Monsen.
- I Tennessee Williams' drama (også filmatiseret, 1959) Suddenly Last Summer er der tale om en vis Sebastian.
- Steve Harley & Cockney Rebels første sang fra 1973 havde titlen "Sebastian".
- I Walt Disneys tegnefilm Den lille havfrue er en af figurene krabben Sebastian.

## Andre anvendelser
- Belle & Sebastian er et skotsk orkester.
- San Sebastian er en baskisk (nordspansk) by.